# Hypomenorrhoea
Hypomenorrhoea – skąpe miesiączki (utrata krwi poniżej 30 ml), trwające zwykle krócej niż 1 lub 2 dni. Skąpe miesiączki w postaci plamień lub krwistych upławów mogą być uwarunkowane:
- hormonalnie
  - niewydolność jajników pierwotna (hipoplazja jajników, zespół wygasania czynności jajników)
  - niewydolność jajników wtórna (czynnościowa niewydolność podwzgórza, hiperprolaktynemia)
- zmianami organicznymi
  - zespół Ashermana
  - zmiany zapalne błony śluzowej macicy